# Julián Sanz Ibáñez
Julián Sanz Ibáñez (Saragossa, 17 de març de 1904 - Madrid, 13 d'agost de 1963) va ser un metge espanyol, acadèmic de la Reial Acadèmia de Ciències Exactes, Físiques i Naturals.

## Biografia
Doctor en Medicina, catedràtic per oposició d'Histologia de les Universitats de Santiago i de València i també per oposició, d'anatomia patològica en la Universitat de Madrid. Va ser cap de la Secció d'Oncologia de la Direcció general de Sanitat i director de l'Institut del Càncer i de l'Institut Cajal, del Consell Superior d'Investigacions Científiques. A més va ser comissionat a diversos països per estudiar els problemes i tractament del càncer. Fou un dels promotors de l'Associació Espanyola contra el Càncer.
Va ser membre de diverses societats científiques i autor de bon nombre de treballs i publicacions sobre la seva especialitat. El 1950 fou elegit acadèmic de la Reial Acadèmia de Ciències Exactes, Físiques i Naturals, va ingressar el 1952 amb els discurs Biología de los virus. El 1960 fou escollit acadèmic de la Reial Acadèmia Nacional de Medicina.

## Obres
- Anatomía patológica general
- Tumores intracraneales
- Radioisótopos y tumores cerebrales